# 1re étape du Tour d'Italie 2011
Pour un article plus général, voir Tour d'Italie 2011.
La 1re étape du Tour d'Italie 2011 s'est déroulée le samedi 7 mai 2011. Venaria Reale est la ville de départ et Turin la ville d'arrivée. Le parcours a eu lieu sur une distance de 19,3 km. Il s'agissait du seul contre-la-montre par équipes de l'édition 2011 du Giro. L'équipe américaine Team HTC-Highroad remporte cette première étape, ce qui permet à Marco Pinotti de prendre le premier maillot rose de l'épreuve.

## Profil de l'étape
Ce Tour d'Italie débute par un contre-la-montre sur un parcours plat de 19,3 km entre les villes de Venaria Reale et Turin.

## La course
L'équipe américaine Team HTC-Highroad considérée comme favorite remporte cette étape devant le Team RadioShack et Liquigas-Cannondale.

## Classement de l'étape
|    | Équipe              | Pays        |    | Temps       |
| -- | ------------------- | ----------- | -- | ----------- |
| 1  | Team HTC-Highroad   | États-Unis  | en | 20 min 59 s |
| 2  | Team RadioShack     | États-Unis  | +  | 10 s        |
| 3  | Liquigas-Cannondale | Italie      |    | 22 s        |
| 4  | Omega Pharma-Lotto  | Belgique    |    | 22 s        |
| 5  | Garmin-Cervélo      | États-Unis  |    | 24 s        |
| 6  | Lampre-ISD          | Italie      |    | 24 s        |
| 7  | Rabobank            | Pays-Bas    |    | 26 s        |
| 8  | Saxo Bank-SunGard   | Danemark    |    | 30 s        |
| 9  | Vacansoleil-DCM     | Pays-Bas    |    | 37 s        |
| 10 | Team Sky            | Royaume-Uni |    | 37 s        |

## Classement général
|    | Coureur             | Pays           | Équipe            |    | Temps       |
| -- | ------------------- | -------------- | ----------------- | -- | ----------- |
| 1  | Marco Pinotti       | Italie         | Team HTC-Highroad | en | 20 min 59 s |
| 2  | Lars Ytting Bak     | Danemark       | Team HTC-Highroad | +  | 0 s         |
| 3  | Kanstantsin Siutsou | Biélorussie    | Team HTC-Highroad |    | 0 s         |
| 4  | Mark Cavendish      | Royaume-Uni    | Team HTC-Highroad |    | 0 s         |
| 5  | Craig Lewis         | États-Unis     | Team HTC-Highroad |    | 0 s         |
| 6  | Robbie McEwen       | Australie      | Team RadioShack   |    | 10 s        |
| 7  | Tiago Machado       | Portugal       | Team RadioShack   |    | 10 s        |
| 8  | Fumiyuki Beppu      | Japon          | Team RadioShack   |    | 10 s        |
| 9  | Bjorn Selander      | États-Unis     | Team RadioShack   |    | 10 s        |
| 10 | Robert Hunter       | Afrique du Sud | Team RadioShack   |    | 10 s        |

## Classements annexes

### Classement par points
Non décerné.

### Classement du meilleur grimpeur
Non décerné.

### Classement du meilleur jeune
| Cycliste       | Équipe              | Temps | Temps       |
| -------------- | ------------------- | ----- | ----------- |
| Bjorn Selander | Team RadioShack     | en    | 21 min 09 s |
| Eros Capecchi  | Liquigas-Cannondale | +     | 12 s        |
| Klaas Lodewyck | Omega Pharma-Lotto  |       | 12 s        |

### Classement par équipes aux temps
| Équipe              | Temps | Temps       |
| ------------------- | ----- | ----------- |
| Team HTC-Highroad   | en    | 20 min 59 s |
| Team RadioShack     | +     | 10 s        |
| Liquigas-Cannondale |       | 22 s        |

### Classement par équipes aux points
| Équipe              | Points |
| ------------------- | ------ |
| Team HTC-Highroad   | 20 pts |
| Team RadioShack     | 19 pts |
| Liquigas-Cannondale | 18 pts |

## Abandon
Aucun.